# Фурё
Фурё (швед. Furö) – шведский остров в проливе Кальмарсунд между Эландом и материковой частью Швеции. Административно относится к Оскарсхамнской коммуне Кальмарского лена.

## География

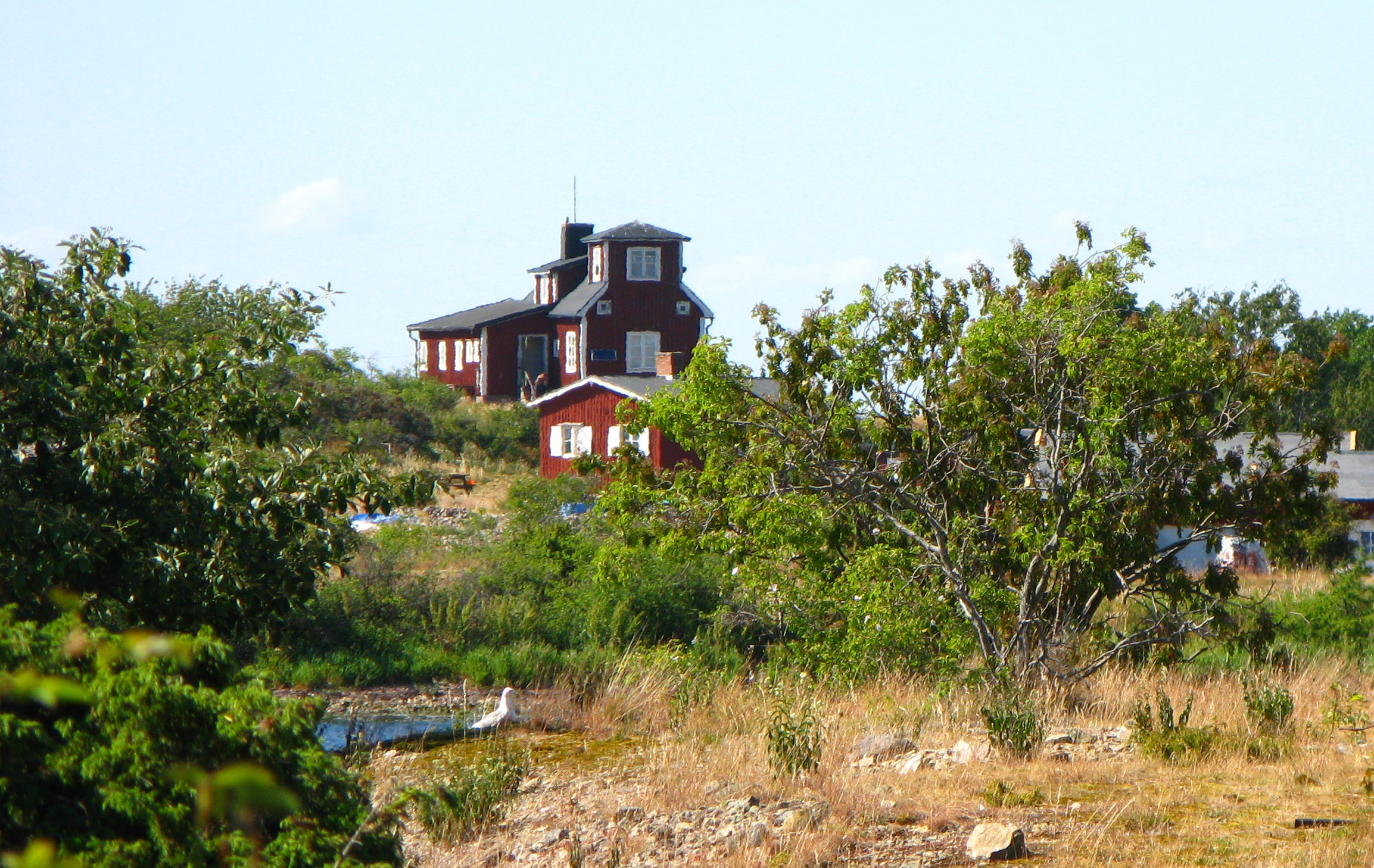
Лоцманская станция на Фурё

Площадь Фурё – 0,94 км². Расположен остров в 5 км от материковой части Швеции в окружении нескольких рифов. Поверхность острова плоская, береговая линия сильно изрезана небольшими заливами. Подъём почвы образовал в западной части острова озеро, которое в 1884 году было соединено с морем каналом, выходящим в бухту, где расположился небольшой порт. Глубины вокруг Фурё невелики.

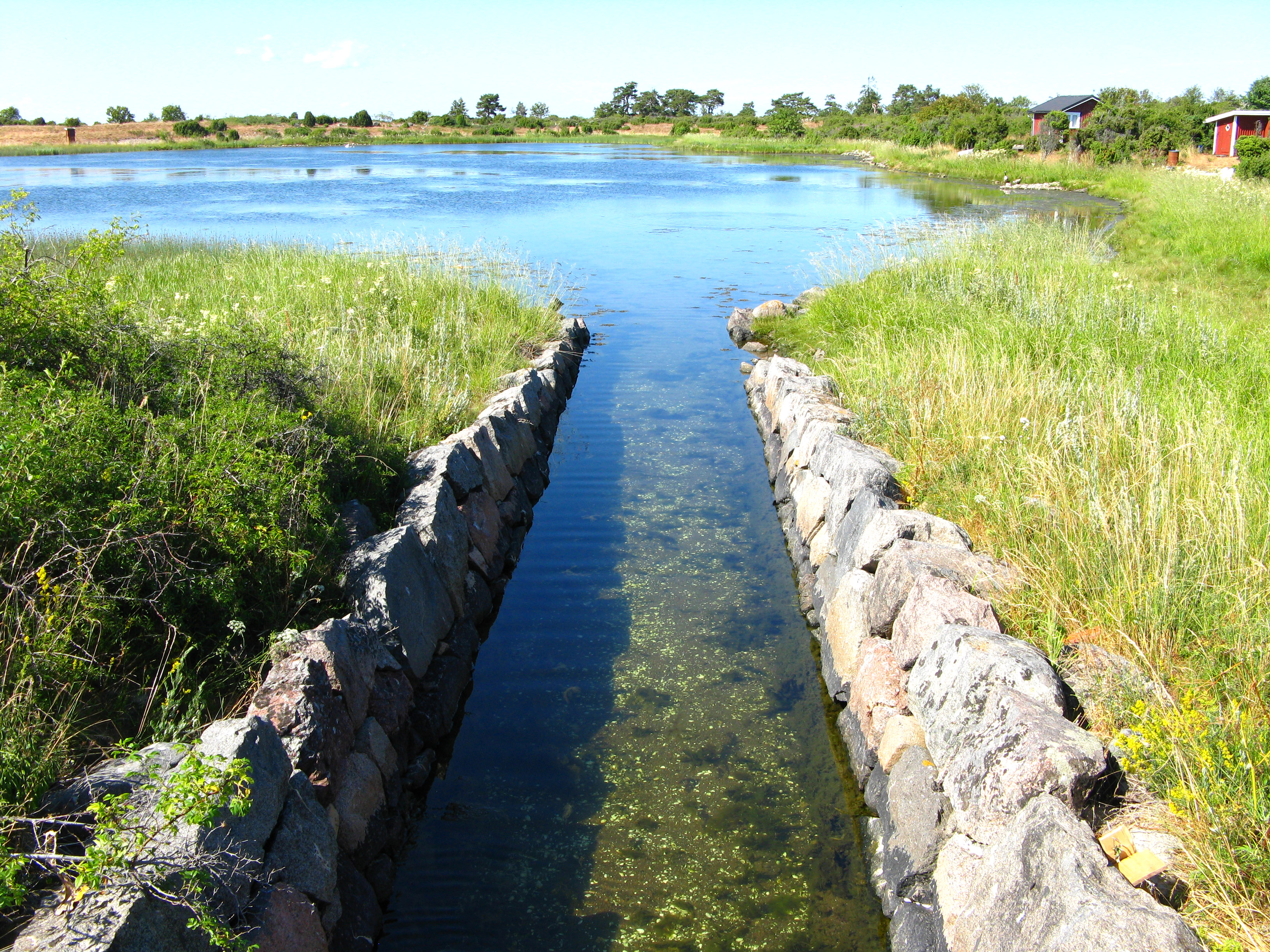
Канал

## Природа
Среди растительности острова доминируют густые можжевельниковые заросли. Имеются также низкорослый сосняк и рябина.
На Фурё обитает колония чеграв, которые находятся на Балтике под угрозой уничтожения. Здесь же гнездядтся гаги, чернети, полярные крачки и береговые коньки.

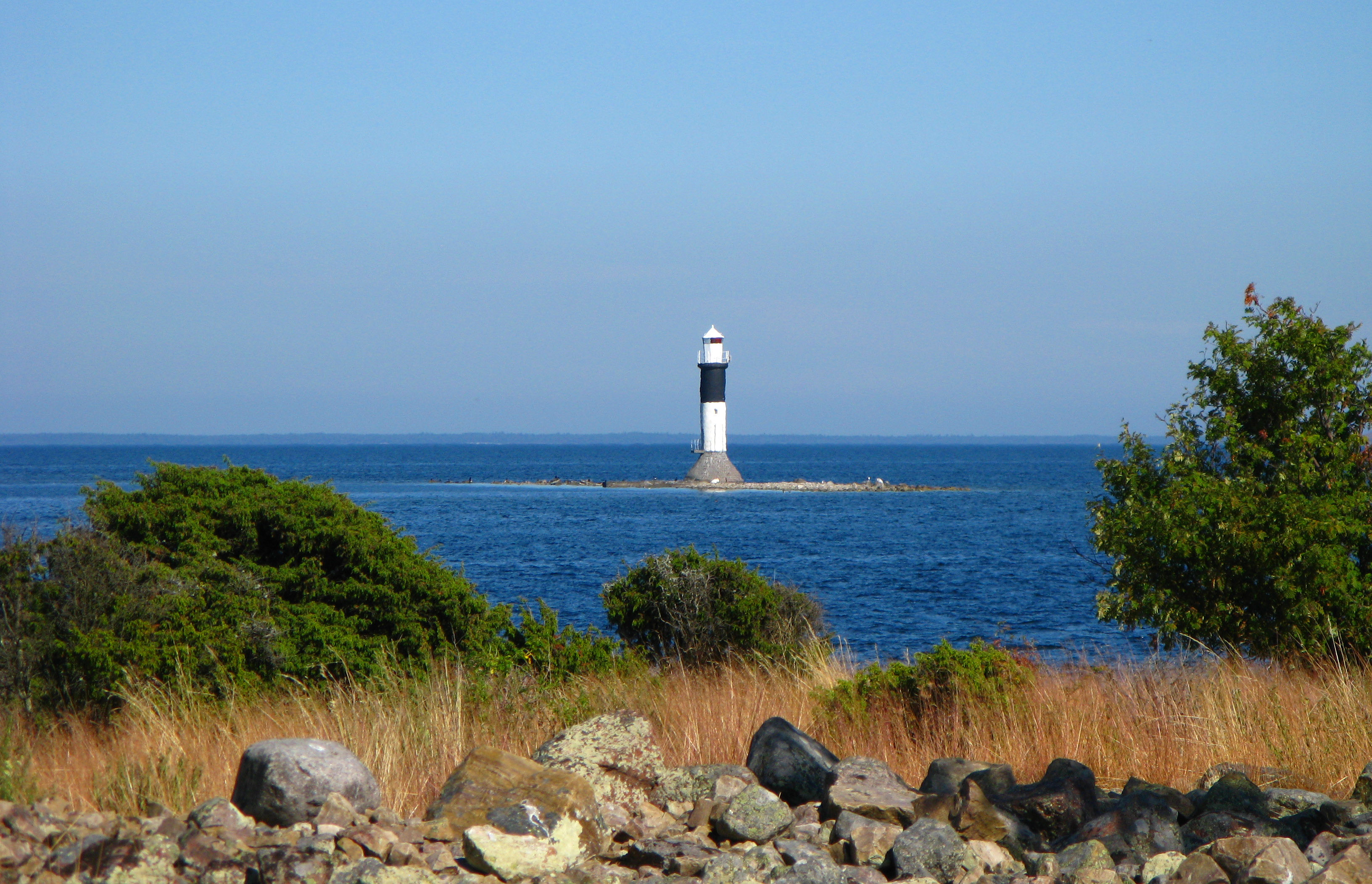
Маяк на Финнревете

## История
То, что остров невысок, указывает на то, что он возник довольно поздно — где-то в период бронзового века. Лишь к концу железного века Фурё поднялся над водой на два метра и стал пригоден для сколько-нибудь длительного пребывания на нём. В это период на нём появилось несколько доисторических захоронений.
С железного века и до конца средневековья на Фурё велось сезонное рыболовство. Сохранившиеся документы 40-х годов XVI века свидетельствуют о том, что остров занимал немаловажное место среди целого десятка рыболовецких местечек на смоландском побережье. Ловля сельди процветала здесь до XVII века до тех пор, пока иноземные рыбаки не перестали приходить на остров. Ловлей отныне стали заниматься лишь рыбаки из окружающих мест.
К востоку от Фурё лежит риф Финнревет, представляющий опасность для мореходства. Чтобы обезопасить судоходство в этом районе, государство выкупило западную часть острова и в 1874 году возвело там маяк, организовав одновременно и лоцманскую станцию. В 1911 году маяк был автоматизирован, а в 1921 году, когда на Финнревете был построен полностью автоматизированный бетонный маяк, он был погашен.
В 30-40-е года XX века на Фурё в небольших объёмах производилась добыча кварцевого песчаника.
В настоящее время остров полностью принадлежит государству. Постоянных жителей на Фурё нет. Имеет статус природного заповедника.